# جون كراكور
جون كراكور (بالإنجليزية: Jon Krakauer)‏ (وُلد في 12 أبريل عام 1954) كاتب أمريكي ومتسلق جبال. مؤلف أفضل الكتب الواقعية مبيعًا -إلى البرية وفي الهواء الطلق وتحت راية السماء وحيث يفوز الرجال بالمجد: أوديسية بات تيلمان - بالإضافة إلى العديد من مقالات المجلات. كان عضوا في بعثة مشؤومة إلى قمة جبل إيفرست في عام 1996، واحدة من أكثر الكوارث المميتة في تاريخ تسلق جبل إيفرست.

## النشأة
وُلد كراكر في بروكلين بولاية ماساتشوستس، كان الثالث من بين خمسة أطفال لكارول آن (لقبها قبل الزواج: جونز) ولويس جوزيف كراكر. كان والده يهوديًا ووالدته موحّدة من أصل إسكندنافي. نشأ في كورفاليس بولاية أوريغون، منذ سن العامين. دفع والده الشاب كراكوير لتسلق الجبال في سن الثامنة. تنافس في التنس في مدرسة كورفاليس الثانوية، وتخرج في عام 1972. ذهب للدراسة في كلية هامبشاير في ولاية ماساتشوستس، حيث حصل في عام 1976 على شهادة في الدراسات البيئية. في عام 1977، التقى بالمتسلقة السابقة ليندا مريم مور، وتزوجا في عام 1980. عاشوا في سياتل بولاية واشنطن، لكنهم انتقلوا إلى بولدر بولاية كولورادو، بعد إصدار كتاب كراكوير «في الهواء الطلق».

## تسلق الجبال
بعد تخرجه من الكلية، قضى كراكور ثلاثة أسابيع بمفرده في برية منطقة ستيكين لسيكاب بولاية ألاسكا وصعد طريقًا جديدًا في جبل ديفلز ثمب، وهي تجربة وصفها في أحلام إيغر وفي الهواء الطلق. في عام 1992، شق طريقه إلى سيرو توري في جبال الأنديز في باتاغونيا - وهي قمة من الغرانيت الشفاف والتي تُعتبر واحدة من أصعب التسلقات التقنية في العالم.
في عام 1996، شارك كراكور في تسلق جبل إيفرست بصحبة مرشدين. كانت مجموعته واحدة من أولئك الذين قُبض عليهم في كارثة جبل إيفرست عام 1996، حيث حاصرت عاصفة عنيفة عددًا من المتسلقين عاليًا على منحدرات الجبل. وصل كراكر إلى القمة وعاد إلى المخيم، لكن أربعة من زملائه (بما فيهم قائد المجموعة روب هول) ماتوا أثناء نزولهم في العاصفة.
نُشرت ذكرى صريحة عن الحدث في مجلة أوت سايد، وبعد ذلك، في كتاب «في الهواء الطلق». بحلول نهاية موسم التسلق عام 1996، تُوفي خمسة عشر شخصًا على الجبل، مما يجعله أكثر الأعوام فتكًا في تاريخ إيفرست حتى تلك اللحظة. وقد جرى تخطي ذلك من خلال الوفيات الستة عشر في تيهور جبل إفرست عام 2014، وكارثة الانهيار الزلزالي عام 2015 التي قُتل فيها تسعة عشر شخصًا. انتقد كراكور علنًا تسويق جبل إيفرست بعد هذه المأساة.[بحاجة لمصدر]

## الصحافة
جاء الكثير من شعبية كراكور ككاتب من عمله كصحفي في مجلة أوت سايد. في نوفمبر عام 1983، تمكن من التخلي عن عمله كصياد ونجار بدوام جزئي ليصبح كاتبًا بدوام كامل. بالإضافة إلى عمله في تسلق الجبال، اختلفت الموضوعات التي تناولها ككاتب مستقل بشكل كبير؛ كما ظهرت كتاباته في مجلة الموجز المعماري ومجلة ناشيونال جيوغرافيك ومجلة رولينغ ستون ومجلة سميثسونيان. يجمع كتاب كراكور أحلام إيجر الصادر في عام 1992 بعض مقالاته المكتوبة بين عامي 1982 و1989.
حول مهمته في مجلة أوت سايد، كتب كراكور مقالًا ركز فيه على طرفين أثناء صعوده جبل إيفرست: الشخص الذي كان بداخله، بقيادة روب هول، والآخر بقيادة سكوت فيشر، وكلاهما قاد المتسلقين بنجاح إلى القمة لكنهم واجهوا صعوبة شديدة أثناء النزول. أدت العاصفة، وفي تقديره، الخيارات غير المسؤولة من قبل مرشدي كلا الطرفين، إلى عدد من الوفيات، بما في ذلك كلا من قادة المرشدين. شعر كراكور أن القصة القصيرة لا تغطي الحدث بدقة، وأوضح في تصريحاته الأولية - خاصةً تلك المتعلقة بوفاة أندي هاريس - في رواية في الهواء الطلق، والتي تتضمن أيضًا مقابلات مكثفة مع زملائه الناجين.
في عام 1999، حصل على جائزة الفنون والآداب للأدب من الأكاديمية الأمريكية للفنون والآداب.

## روابط خارجية
- جون كراكور على موقع IMDb (الإنجليزية)
- جون كراكور على موقع مونزينجر (الألمانية)
- جون كراكور على موقع ميوزك برينز (الإنجليزية)
- جون كراكور على موقع إن إن دي بي (الإنجليزية)
- جون كراكور على موقع قاعدة بيانات الفيلم (الإنجليزية)